# Mudbidri
Mudbidri là một thị xã của quận Dakshina Kannada thuộc bang Karnataka, Ấn Độ.

## Địa lý
Mudbidri có vị trí 13°05′B 74°59′Đ / 13,08°B 74,98°Đ Nó có độ cao trung bình là 147 mét (482 feet).

## Nhân khẩu
Theo điều tra dân số năm 2001 của Ấn Độ, Mudbidri có dân số 25.710 người. Phái nam chiếm 48% tổng số dân và phái nữ chiếm 52%. Mudbidri có tỷ lệ 79% biết đọc biết viết, cao hơn tỷ lệ trung bình toàn quốc là 59,5%: tỷ lệ cho phái nam là 82%, và tỷ lệ cho phái nữ là 76%. Tại Mudbidri, 10% dân số nhỏ hơn 6 tuổi.